# ヴィルヘルム・フルトヴェングラー
ヴィルヘルム・フルトヴェングラー（Wilhelm Furtwängler, ドイツ語: [ˈvɪlhɛlm ˈfʊɐ̯tvɛŋlɐ], 1886年1月25日 ベルリン - 1954年11月30日 バーデン＝バーデン）は、ドイツの指揮者、作曲家。伴奏ピアニストとしての演奏も行った。

## 概要

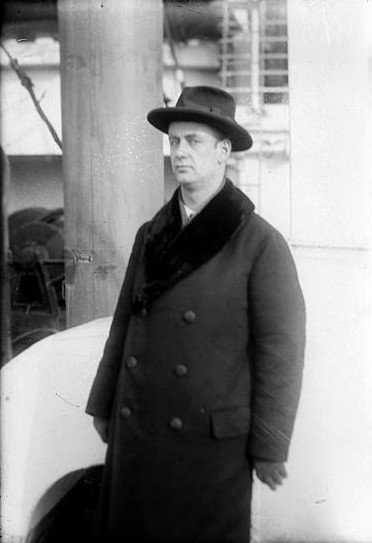
ヴィルヘルム・フルトヴェングラー

ベルリン・フィルハーモニー管弦楽団の常任指揮者を1922年から1945年まで、終身指揮者を1947年から1954年まで務め、20世紀前半を代表する指揮者のひとりとされている。ベートーヴェン、ブラームス、ワーグナー等のドイツ音楽の本流を得意とした。一般には後期ドイツ・ロマン派のスタイルを継承した演奏とされ、作曲家としても後期ドイツ・ロマン派のスタイルを継承したことから、ライバルのトスカニーニと対極に位置づけられることもあるが、「堅固な構築性をそなえた演奏を『ロマン主義的演奏』というだけで片付けてしまうのは軽率」とする見解もあり、またフルトヴェングラー自身は「後期ロマン主義者」と看做されることを極度に嫌い、「私はロマン主義者でも古典主義者でもない」と語ったともいわれる。
音楽評論家の吉田秀和はフルトヴェングラーについて、「濃厚な官能性と、高い精神性と、その両方が一つに溶け合った魅力でもって、聴き手を強烈な陶酔にまきこんだ」「（ベートーヴェンが）これらの音楽に封じ込めていた観念と情念が生き返ってくるのがきこえる」と評している。
現在でもCDが続々と発売され、放送録音、海賊録音の発掘も多く、真偽論争となったレコードも少なくない。
妹メーリットは哲学者マックス・シェーラーの妻であり、甥ベルンハルトと妻エリーザベト・フルトヴェングラーの連れ子カトリーンの間の娘のマリア・フルトヴェングラーは女優で医師であった。
音が出る前から指揮棒の先が細かく震え始め、アインザッツが非常にわかりにくいその独特の指揮法から、日本ではフルトヴェングラーをもじって「振ると面食らう」などと評され、「フルヴェン」の愛称で親しまれている。

## 生涯

### 幼少期からナチス政権の台頭まで

#### 幼少期
ヴィルヘルム・フルトヴェングラーは1886年にドイツのベルリンで生まれた。翌年には弟のヴァルターと妹のマルテ・エーディト、14年後に末っ子の妹アンナが誕生する。
父はドイツの著名な考古学者アドルフ・フルトヴェングラーで、母アーデルハイト・ヴェントは画才を持った人であった。
7歳の頃にピアノ作品「動物の小曲」、9歳の頃に「涸れた涙」、11歳の頃に4手のための作品やオラトリオなどをすでに書いていたとされる。
1897年、ヨーゼフ・ラインベルガーの弟子であるアントン・ベーア＝ヴァルブルンの下で楽器法や対位法などの作曲の基礎を学ぶ。
ヴィルヘルムが高校を退学すると、家庭教師ルートヴィヒ・クルツィウスの下で学問を学んだ。当初、ヴィルヘルムは画家になることを志していたが、やがてその願望は作曲家になることへと変貌していった。
1900年2月、ヴィルヘルムは自身がピアノと指揮をしながら自作のピアノ四重奏曲と管弦楽のための序曲をミュンヘン・オーケストラ協会で初演した。これらの２つの作品は公の場で演奏されたフルトヴェングラーの作品である。
1901年、ヴィルヘルムの父アドルフが考古学の調査のためギリシャのアイギナ島へと発掘に向かう。この時、息子にも関心を持たせるためヴィルヘルムも調査に同伴させる。この島でアドルフは様々な考古学的な発掘の成果を挙げるが、ヴィルヘルムの関心を得ることはできず、ヴィルヘルムはゲーテの詩を読んだり自作の六重奏曲の制作やベートーヴェンの弦楽四重奏の勉強などをして過ごした。
1902年、ヴィルヘルムは家庭教師のクルツィウスと、同じく彼の下で学んでいた彫刻家のアードルフ・ヒルデブラントの娘ベルテル・フォン・ヒルデブラントと共にフィレンツェへと旅行する。ベルテルとは学生時代からの付き合いのあった女性で、彼女もまた作曲をしていたことから意気投合し、フィレンツェ旅行後に婚約するにまで至った。
この時、現地で聴いたバッハのマタイ受難曲やメディチ家の礼拝堂にあるミケランジェロの彫刻などに深い感銘を受ける。
1903年から1904年にかけてヴィルヘルムはベルリンに居を移し、フランツ・リストの弟子であるコンラート・アンゾルゲの下でピアノを師事する。この頃、アンゾルゲとヨーゼフ・ヨアヒムの前で自作のピアノ四重奏曲を試演する機会を得るも、ヨアヒムから酷評を受ける。また同じ時期に短い小品「祝典序曲」を制作する。1904年、軍隊の「1年志願兵資格試験」に受験するも不合格となる。彼はその後、何度も軍隊の試験に受けるが落第を続けることとなる。

#### 指揮者デビュー
1905年、ヴィルヘルムの叔父ゲオルク・ドールンの紹介を得てシュレジアのブレスラウ市立劇場の劇場音楽教師に就任する。この頃、17歳の頃に書いたニ長調の交響曲を発表する機会を得るが初演は失敗に終わる。
その後、彼の才能を見出したフランツ・カイムが設立した私設オーケストラ「カイム・オーケストラ」(のちのミュンヘン・フィル)の指揮者としてフルトヴェングラーを招聘する。この時、最初の演奏会で上演した作品はベートーヴェンの「献堂式」序曲、フルトヴェングラーのロ短調の交響詩とブルックナーの交響曲第9番だった。この最初の演奏会は成功裡に終わり、批評家からも好意的な評価を勝ち得た。
1906年、長らく婚約こそしていたものの結婚にまで至れていなかったベルテルと破局した。ベルテルはその後、作曲家のヴァルター・ブラウンフェルスと結婚する。
その後、フルトヴェングラーはマックス・フォン・シリングスの推薦を受けチューリッヒ市立劇場の第3楽長に就任する。またこの時期、フルトヴェングラーは伴奏ピアニストとしても活動を始めた。
1907年にはフランツ・レハールの喜歌劇「メリー・ウィドウ」のスイス初演を担当する。この時、レハールはこの時のフルトヴェングラーによる「メリー・ウィドウ」について「この粗忽者が私の「ウィドウ」を台無しにしてくれた」と酷評し、フルトヴェングラー自身も「「メリー・ウィドウ」を「神々の黄昏」のように指揮したら恐ろしいほど退屈だった」と述懐している。
この年の10月10日、父アドルフ・フルトヴェングラーが54歳で亡くなる。生前、考古学者として非常に功績のあった彼はギリシャで国葬が営まれるほどであった。その後、指揮者のフェリックス・モットルの推薦によってミュンヘン王立歌劇場に客演で参加し指揮を行った。
やがてシュトラースブルクの歌劇場に活動の拠点を移すと、当時ハンス・プフィッツナーが古典的な作品を担当しており、フルトヴェングラーは第3楽長として彼の下で主にシュトラウス2世の「こうもり」などに代表されるオペレッタの指揮を担当した。しばしプフィッツナーに尊敬の姿勢を見せていたフルトヴェングラーは、彼からの信頼を勝ち得、彼のオペラ「哀れなハインリヒ」の改訂作業にも関わった。
この頃、フルトヴェングラーの自作の「テ・デウム」を初演する機会を得た。評価は不評とはならずも好評を得たとも言い切れず、批評家からは「身内贔屓」、プフィッツナーからも「中庸な作品」と評された。

#### リューベック時代

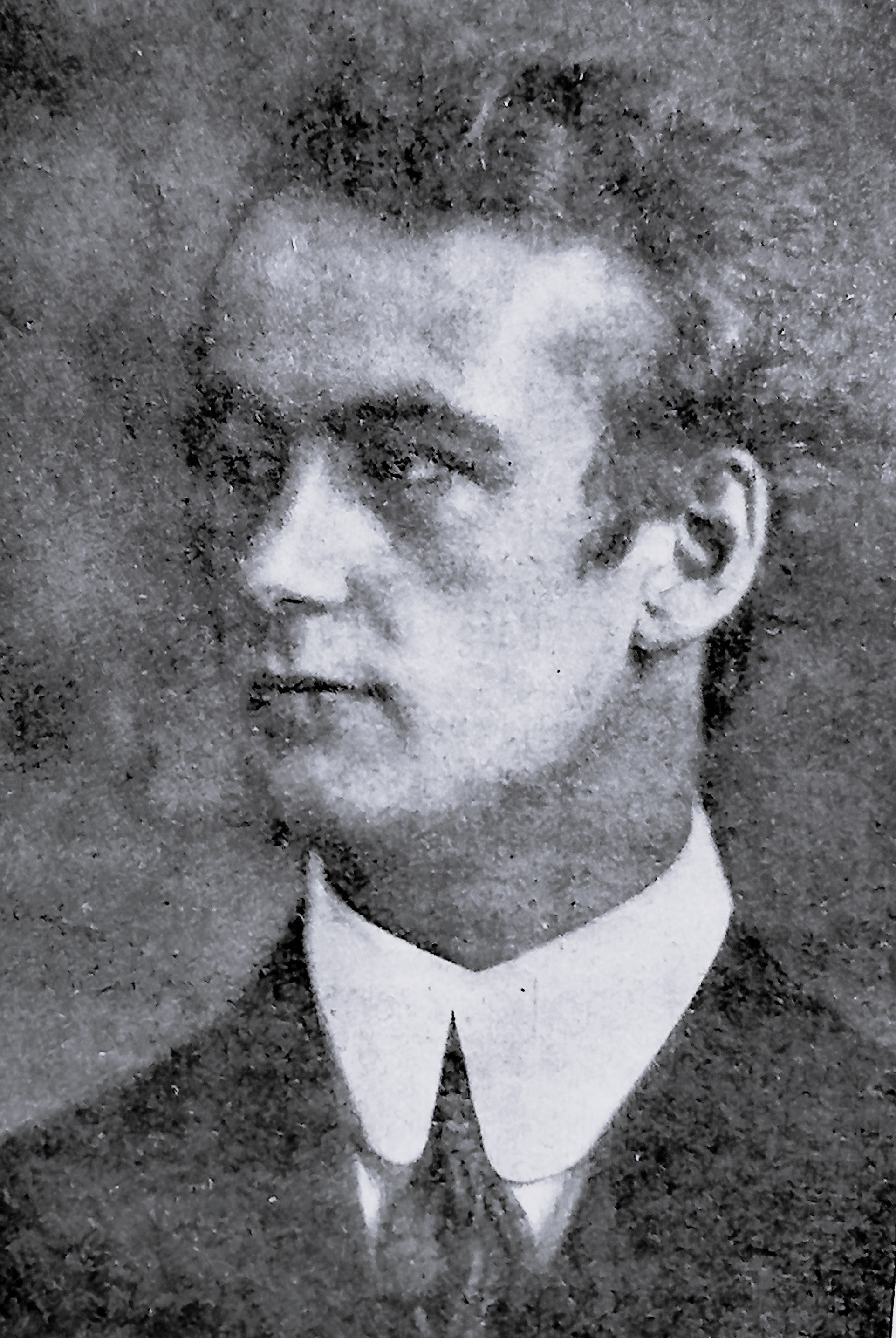
1914年頃のフルトヴェングラー

1911年の春、母アーデルハイトの友人であり女流小説家イーダ・ボイ＝エドを通じてリューベックのオーケストラを紹介される。この時、開催された試験のためのポピュラー・コンサートではウェーバーの歌劇「魔弾の射手」序曲、ベートーヴェンの交響曲第5番の第3、第4楽章、ワーグナーの「ローエングリン」前奏曲、スメタナの「モルダウ」、リストの「ハンガリー狂詩曲第2番」、シベリウスの「悲しきワルツ」、エメ・ルイ・マイヤールの歌劇「隠者の鐘」序曲と「グノーのファウストによる幻想曲」、フォルクマンのチェロ協奏曲、シュトラウス2世のワルツ「ウィーン気質」が上演された。
またリューベック・フィルでの最初の演奏会でもポピュラー・コンサートとしてベートーヴェンの「エグモント」序曲、ワーグナーの「タンホイザー」序曲、サリヴァンの「ミカド」の抜粋、ツィーラーのワルツ「ウィーン娘」を上演した。
この時期、友人でもあったヘルマン・アーベントロートによってフルトヴェングラーのテ・デウムが再演されるが、演奏会は不評に終わる。この時、リューベックで指揮を続ける中でアルトゥール・ニキシュとの知見を得る。
1913年1月26日、フルトヴェングラーは初めて海外の舞台、隣国オーストリアのウィーン・コンツェルトフェライン管弦楽団での演奏機会を得る。この時の演目はベートーヴェンのレオノーレ序曲第2番、リヒャルト・シュトラウスの「ティル・オイレンシュピーゲルの愉快ないたずら」、ベートーヴェンのピアノ協奏曲第3番 (独奏はジョージ・セル)だった。しかし演奏会の評価は程々で特別強い印象を与えることなく終わった。
1914年に第一次世界大戦が勃発し、フルトヴェングラーも徴兵検査を受けたが不合格となった。一方でフルトヴェングラー自身は愛国心から従軍を希望するも、周囲からの説得を受け、指揮者としての活動を続けていくことになる。
1915年4月28日、リューベックでの最後の演奏会はこの地でのデビューと同じポピュラー・コンサートとなり、演目はウェーバーのオベロン序曲、ベートーヴェンのヴァイオリン協奏曲、バッハの管弦楽組曲第2番だった。

#### マンハイム時代
その後、ブルーノ・ワルターの推薦を受け、マンハイム歌劇場の主席指揮者に就任する。9月7日、ベートーヴェンの歌劇「フィデリオ」でマンハイムでのデビューを飾った。マンハイムの劇場ではベートーヴェン、ウェーバー、ワーグナーなどのドイツもののオペラの他、ヴェルディやロッシーニといったイタリアもの、プフィッツナーやコルンゴルド、クレーナウ、リヒャルト・シュトラウスといった当時の現代ものなど幅広い演目を振った。またオーケストラとの演奏ではマーラーの交響曲第1番、交響曲第3番や交響曲「大地の歌」なども演奏した記録が残っている。
1916年、ミュンヘンに住んでいたユーリエという女性との間に男児をもうけ、自身と同じヴィルヘルムという名を付けた。しかしユーリエとは婚姻関係を持つことはなく、彼女はその後もオーストリアで過ごした。
1917年にはヒンデンブルクの70歳を記念する祝賀会や戦時国債発行のための講演会でも演奏を行った。
第一次世界大戦後、フルトヴェングラーは歌劇からオーケストラの演奏会へと舞台を移し、ブルーノ・ワルターなどと共に何度かコンサートを企画し、いくつかの話題と成功を収めた。またミュンヘンやダルムシュタット、フランクフルトなどのオーケストラに客演で出演し、エドゥアルト・エルトマンの交響曲やブルックナーの交響曲第5番、リヒャルト・シュトラウスの「町人貴族」組曲、シェーンベルクの「ペレアスとメリザンド」などの現地初演を果たした。
1920年にはベルリン国立歌劇場に客演する。
この年、フルトヴェングラーと付き合いのあった歌手のアウグステ・ベラとの間に女児をもうけ、ダグマルと名付けるも、ユーリエの時と同様、ベラとも婚姻関係には至らずベラとダグマルがプレスブルクへ行ったきり行方知れずとなった。またシュトラスブール時代より親交のあった作家のフリードリヒ・フーフの妹エリーザベト・フーフとの間に女児をもうけフリーデリーケと名付けた。
1922年にニキシュが死去すると、その後継としてベルリン・フィルとライプツィヒ・ゲヴァントハウスの指揮者に就任した。
ニキシュが亡くなった時、たまたまライプツィヒ・ゲヴァントハウスとの演奏会のためこの地を訪れていたフルトヴェングラーは急遽、彼の出演予定だった演奏会に代理で指揮台に上がり、1月26日の彼の追悼演奏会としてベートーヴェンのコリオラン序曲とブラームスの4つの厳粛な歌 (ジーグリット・オネーギンの歌唱とミヒャエル・ラウハイゼンの伴奏)、ベートーヴェンの交響曲第3番の第2楽章を演奏した。第2楽章の葬送音楽の場面では聴衆が皆、起立をして亡くなったニキシュに追悼の意を捧げた。
また2月3日にはベルリン・シュターツカペレでもニキシュ追悼の演奏会を行い、ヴァルター・フィッシャーのオルガンによるブラームスのコラール前奏曲、ブルーノ・キッテルと彼の合唱団によるブラームスの悲歌、ユーリウス・フォン・ラーツ＝ブロックマンの歌唱とフルトヴェングラーの伴奏によるブラームスの4つの厳粛な歌、フルトヴェングラーの指揮によるベートーヴェンの交響曲第3番が演奏された。
また同じ時期にウィーン・フィルとの初共演もあり、ブラームスの没後25周年追悼コンサートとしてブラームスのハイドンの主題による変奏曲、運命の歌、交響曲第4番を演奏した。この時期、フルトヴェングラーはベートーヴェンやブラームス、ワーグナーといった定番のレパートリーのほかにオネゲルやストラヴィンスキー、プロコフィエフ、スクリャービン、ニールセン、ヒンデミットやヴォーン・ウィリアムズといった当時の最先端の音楽の演奏にも携わった。一方でこうした当時の「現代音楽」を多くプログラムに採用したがるフルトヴェングラーの姿勢にしばし抗議の声も上がった。
1923年5月22日、フルトヴェングラーはデンマーク人のツィトラ・ルントと結婚した。なおこの時期フルトヴェングラーはイギリス人富豪家の妻であるエルゼ・ハッチンソンとの間に女児もうけており、イーヴァと名付けていた。イーヴァはハッチンソン家に迎えられ、イギリスで暮らした。一方で結婚したツィトラとの間には子どもはできなかった。

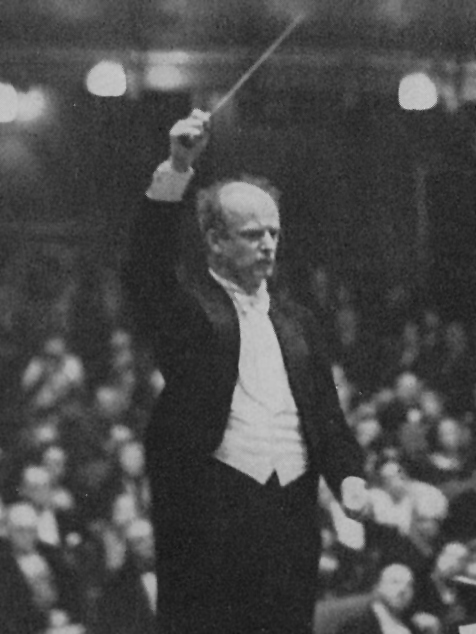
エーリッヒ・ザロモンによる撮影。ロンドン、クイーンズ・ホールにて

1924年1月にはイギリスのロンドン、クイーンズ・ホールでロイヤル・フィルと共演しイギリス・デビューを果たした。
またこの頃からベルリン・フィルと共にイタリア、フランス、オランダ、ベルギーなどの都市をツアーするプログラムを積極的に行った。また1928年5月のサル・プレイエルでの演奏会には当時のフランスのバルトゥー首相代理やエリオ教育相といったフランス政府の閣僚らも出席し、成功を収めると、翌1929年5月にフランス政府より「プール・ル・メリット勲章」を授与された。
1925年にはアメリカ、ニューヨークのカーネギーホールにてニューヨーク・フィルの指揮をした。フルトヴェングラーのアメリカデビューは大成功を収め、批評家からも好評を博したが、翌年、翌々年と再び渡米して同じくニューヨーク・フィルを振った時には段々と評価は冷ややかになっていった。
1926年にはレコード会社のポリドールと契約を結び、ベートーヴェンやウェーバーといった作曲家の作品の録音を行った。
この頃、ツィトラとの結婚生活は暗礁に乗り上げていた。またウィーンで活動していた頃にはベリーネ・フライシュマンという愛人もいた。1928年にはツィトラを残して家政婦と共にポツダムへ引っ越しを行うなどした。1931年には正式に離婚を行う。
1931年、バイロイト音楽祭を仕切るヴィニフレート・ワーグナーはフルトヴェングラーを音楽監督に任命する。この時、バイロイト音楽祭の運営側で次の音楽監督をフルトヴェングラーにするべきかトスカニーニにするべきかで議論が紛糾した。
8月4日にはリヒャルト・ワーグナーの妻コジマ・ワーグナーとその息子ジークフリート・ワーグナーの没後1周忌を悼む追悼コンサートが開催され、フルトヴェングラー、トスカニーニ、エルメンドルフらがその指揮台に立った。一方で演奏する曲目などの内容をめぐってフルトヴェングラーとトスカニーニの対立は深刻化し、トスカニーニは遂にバイロイトを去ってイタリアへと帰ってしまった。またバイロイト音楽祭の運営側、特にヴィニフレートとフルトヴェングラーとも関係が悪化し、いくつかの書簡でのやり取りの末、翌年4月、フルトヴェングラーをバイロイト音楽祭の音楽監督から役職を解く旨の発表がヴィニフレートによってなされた。
1932年、ベルリンフィルの創立50周年を記念してヒンデミットに作品を委嘱、フィルハーモニー協奏曲として4月15日に初演された。この演奏会の成功を受けヒンデンブルクからゲーテ・メダルが授与された。8月、自作のピアノ五重奏曲を新たに作曲した。

### 1933年
1933年3月5日、ナチスが政権を獲得し、ヒトラーが宰相として任命される。この時、フルトヴェングラーはベルリンフィルを率いて外国に客演旅行に行っていた。
帰国後、フルトヴェングラーと彼の秘書であるユダヤ人のベルタ・ガイスマールとの会話をナチ親衛隊に盗み聞きされ告発を受ける。ガイスマールはフルトヴェングラーがマンハイム時代より付き合いのある女性で、フルトヴェングラーの芸術を信奉し、様々な場面で彼の芸術を擁護してきた。
当時、フルトヴェングラーの周りには秘書のガイスマールをはじめ、ヴァイオリニストのシモン・ゴルトベルクやグレゴール・ピアティゴルスキーといった国際的にも第一線級のユダヤ系演奏家がいた。こうした存在を親衛隊は宣伝省などを通じて即時免職するよう要求していた。
3月21日、ナチ党の創立記念日「ポツダムの日」に合わせてワーグナーの「ニュルンベルクのマイスタージンガー」がフルトヴェングラーの指揮で上演された。この時、第２幕後の幕間の休憩中、ヒトラーとフルトヴェングラーが握手する場面があった。
2日後の3月23日、ヒトラーへの全権委任法が可決する。同じ日、フルトヴェングラーはオネゲルの交響的運動第3番を初演する。

#### ブルーノ・ワルター事件

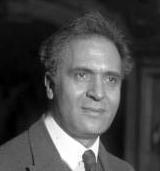
ブルーノ・ワルター

4月7日、職業官吏再建法が可決され、その中に記されている「アーリア人条項」を通じて「非アーリア人」の公務員の追放が可能となった。
ナチスを通じた反ユダヤ主義の暴動が各地で盛んになり、音楽界ではオットー・クレンペラーやアドルフ・ブッシュといったユダヤ系であったり、ナチスに対して反体制的な姿勢を示すような演奏家への妨害活動が顕著になる。中でもユダヤ系の指揮者ブルーノ・ワルターへの妨害は苛烈を極め、宣伝省からの脅迫紛いの通告などによってベルリン・フィルやライプツィヒ・ゲヴァントハウスでの演奏会を中止にせざるを得なくなり、4月にはこれらの妨害工作から逃れるためドイツを去った。フルトヴェングラーはこのワルターの放逐を批判し、ゲッベルスに宛てて抗議の書簡を送った。
この他にもフルトヴェングラーはこうした戦前のナチス政権下で方々に手を尽くして奏者のドイツ流出を防ぐよう試みたが、1930年代にはその後もアルトゥール・シュナーベル、ルドルフ・ゼルキン、ロッテ・レーマンといった多くのユダヤ人ないしナチスに反対する音楽家たちがドイツを去っていった。
この時期、フルトヴェングラーの仕切っていたベルリン・フィルは世界恐慌以来、経済的に不安定な状態が続いており、様々な公的な助成金を受け取って活動を続けていた。フルトヴェングラーはナチスの政権獲得以来、人種を理由にオーケストラの人事に干渉した場合、このポストを辞任する旨の声明を出していたものの、7月1日には、ベルリン・フィルの監事を通じてナチスの人種政策に従う旨の声明を発表した。ベルリン・フィルはその後、10月26日に「帝国オーケストラ」と改名しナチスお抱えのオーケストラとして機能していくことになる。

#### プロイセン枢密顧問官と帝国音楽局副総裁への就任
7月の中頃、フルトヴェングラーはヘルマン・ゲーリングによってプロイセン枢密顧問官に任命される。枢密顧問官は名誉職で鉄道の運賃が無料となったり、総理の許可が得られればあらゆる会議に参加する権利があった。なおこの知らせを受け取った時、フルトヴェングラーは医師からの勧めでバルト海沿いの保護地バンジーンに休養に出ていた最中のことであった。また同じ時期、ゲーリングの枢密顧問官制度を妬んだヨーゼフ・ゲッベルスによって国家文化評議員制度が設立され、同様にフルトヴェングラーが任命された。フルトヴェングラーの枢密顧問官就任は戦後、連合国の作ったブラックリストに彼の名が入る原因の一つとなった。また1933年から1934年にかけてベルリン州立歌劇場で指揮したことも外国からはナチスが任命した指揮者が壇上に立ったかのようにセンセーショナルに受け止められた。
8月9日、フルトヴェングラーとヒトラーがオーベルザルツブルクの山荘で会談をする。この時、フルトヴェングラーはヒトラーと芸術に関する問題について話し合うつもりでいたが、音楽の話は精々ワーグナーかプッチーニ程度でほとんどはヒトラーの反ユダヤ主義や党派の話などに割かれた。後に秘書のガイスマールとの電話の中でフルトヴェングラーはこの会談を「私は非常にがっかりした。」「我々の話の矛先は互いに食い違った。」と表現した。
また翌年に客演の演奏会でイタリアに赴いた際、ベニート・ムッソリーニと会談する機会をフルトヴェングラーは得た。ムッソリーニとはイタリアとドイツの音楽事情について話し合うことができた。フルトヴェングラーはムッソリーニについて「非常に通だった。彼は音楽の専門家と話の用意をしておいたのでしょう。」「彼がイタリアの音楽家について、高く評価していないのが印象的だった。」「彼は非常に開放的で積極的な印象を与えた。」と評している。その後、フルトヴェングラーはムッソリーニよりグランデ・ウッフィチャーレ勲章を授与される。このフルトヴェングラーとムッソリーニの会談はナチ党執行部と宣伝省、外務省などに波紋を呼び、新聞ではこの会談が報じられないよう情報統制が敷かれた。
9月15日、枢密顧問官の就任を祝う任命式典が盛大に開かれた。華々しい行進とゲーリング、ヒトラーらによる演説が行われた後、エーリッヒ・クライバーによるワーグナーの歌劇「ローエングリン」が上演された。
9月22日、作家や音楽家、メディアなどの表現に関わる物を「帝国文化院」に統合する法律が可決する。帝国文化院ではアルフレート・ローゼンベルクの指導の下で民族主義的な文化統制が行われることになる。
11月1日には帝国文化院の下部組織として帝国音楽局が設立される。この下にはさらにドイツ作曲家職分団と全国音楽家組織という下部組織が続き、これら帝国音楽局の総裁には作曲家のリヒャルト・シュトラウスが就任した。フルトヴェングラーもまたこの帝国音楽局の副総裁に任命される。
11月15日、フィルハーモニー・ホールにて創立記念マチネ・コンサートが開催され、ヒトラーを始めとするナチスの全閣僚が出席した。演奏会ではフルトヴェングラーによるベートーヴェンのエグモント序曲、フリードリヒ・カイスラーによるフリードリヒ・フォン・シラーの詩の朗読、ハインリヒ・シュルスヌスによるフーゴ・ヴォルフとフランツ・シューベルトの歌曲の歌唱と続き、リヒャルト・シュトラウスによる自作の祝典前奏曲が演奏され、最後にゲッベルスによる演説で締めくくられた。

### 1934年 ヒンデミット事件

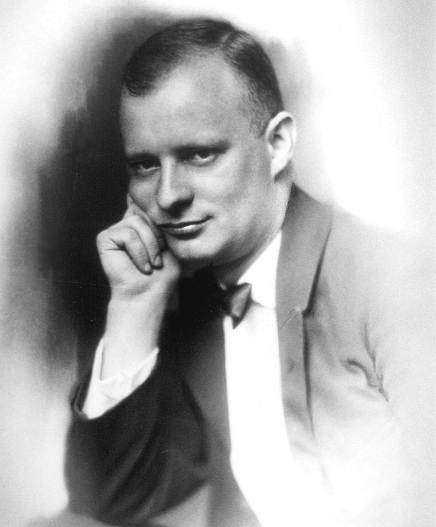
パウル・ヒンデミット

この頃、ナチ党員らの密告によってリヒャルト・シュトラウスとフルトヴェングラーらが公式の集会でナチス式敬礼をしなかった旨の報告が上がり、特にフルトヴェングラーに対しては厳しい目が向けられた。
1月16日、ベルリン州立歌劇場での5年間の契約をフルトヴェングラーは結ぶ。この月の下旬よりフルトヴェングラーはベルリン・フィルと共に演奏旅行にベルギー、オランダ、イギリス、イタリアなどに向かうも現地で様々な抗議集会に遭遇する。
3月、ドイツの作曲家パウル・ヒンデミットの交響曲『画家マチス』が初演される。1920年代にオペラ『今日のニュース』を初演して以来、その作風から賛否を賑わせていた彼の音楽をナチスは「退廃音楽」と評して攻撃した。一方でフルトヴェングラーは彼の作品を擁護し、その年の11月『ヒンデミット事件』と題する論文を発表した。この論文はドイツ国内に大きな影響を与え、論文を掲載した新聞は追加印刷をしなければいけない程の売り上げを叩き出した。その日の国立オペラ座で上演されたフルトヴェングラー指揮によるワーグナーの『トリスタンとイゾルデ』のチケットは売り切れ、嵐のような拍手が会場を埋めた。一方で桟敷席にいたヘルマン・ゲーリングはこの事に非常に不快感を示し、その晩、ヒトラーにヒンデミットの『画家マチス』の演奏禁止を提案した。翌日、ドイツ文化省はフルトヴェングラーの論文とヒンデミットの作品を非難する声明を発表する。
12月4日、フルトヴェングラーはベルリン州立歌劇場、ベルリン・フィル、帝国音楽局副総裁、枢密顧問官などのポストを辞任する声明を用意する。最終的にゲーリングとの会談の後、フルトヴェングラーはこれらのポストを正式に辞任する旨を発表した。国立オペラ座の後任にはクレメンス・クラウスが就任した。事件の渦中の人となったヒンデミットもその後、ドイツを去ってアメリカへと亡命することとなる。
12月10日には文化省設立1周年記念の演説でゲッベルスは名指しこそしなかったものの、フルトヴェングラーを非難する演説を行った。
12月23日、エジプトにいる友人ジョン・クニッテルから招待を受け、翌日にはエジプトへと発とうとしたところ、出発の直前にゲシュタポにヒンデミット事件の騒ぎが収まるまで国外へ旅行に出るのを辞めてドイツへ留まるよう説得される。結局エジプトへの出発は叶わず、翌年2月までの間、フルトヴェングラーはバイエルンへと出かけ、スキーなどを興じた後、ホテルで久々に作曲を始めた。

### 1935年〜開戦まで

#### 1935年
1935年2月28日、ゲッベルスとフルトヴェングラーは会談を行い、ドイツでの楽壇復帰の声明を発表した。4月9日には帝国文化院のローゼンベルクと、翌10日にはヒトラーとそれぞれ会談を行った。
4月25日、ベルリン・フィルの冬季慈善演奏会に客演し指揮を取った。ヒンデミット事件以来、表舞台から姿を消していたことから「逮捕された」「強制収容所に送られていた」「スイスへと亡命した」などと噂されていたフルトヴェングラーの再登場はセンセーショナルな話題となりチケットは完売、多くの著名人もこの演奏会に足を運んだ。また5月3日に行われた演奏会にはヒトラーはじめゲーリング、ゲッベルス、ヒムラーなどの全閣僚が列席し、彼の演奏を鑑賞した。この時、ナチス閣僚が来ることを舞台に立つ直前に楽屋で知り、怒りを露わにしたという。
5月13日、イギリス、ロンドンの王立歌劇場でワーグナーの「トリスタンとイゾルデ」を指揮する。その後、フランスのパリへ赴きアンリ・プリュニエールによるプライベート・コンサートに参加して指揮を取った。この時の演奏会にはオネゲルやルーセルといった当時のフランスの現代作曲家たちも臨席していた。
6月10日、ミュンヘン音楽祭にてワーグナーの「トリスタンとイゾルデ」の初演70周年記念公演の指揮を取った。また6月23日には同じくワーグナーの「ニュルンベルクのマイスタージンガー」を指揮した。この時、ヒトラーもこの２つの公演に臨席していた。
7月13日、リヒャルト・シュトラウスが帝国音楽局総裁とドイツ作曲家協会会長の席を辞任する。
9月8日、ナチスの全国党大会に合わせてニュルンベルクの市立歌劇場でワーグナーの「ニュルンベルクのマイスタージンガー」を指揮した。
11月にはベートーヴェンの「エグモント」を上演し、ヒトラーらナチス閣僚が聴きに出かけた。

#### 1936年
1936年1月26日のフルトヴェングラーの50歳の誕生日に際してヒトラーから銀の額縁に入った献辞の入った写真、ゲッベルスからは金の装飾の入った象牙の指揮棒がプレゼントされた。またベルリン・フィルからはサプライズとして楽団員による演奏とベートーヴェンの交響曲第5番の自筆譜のファクシミリがプレゼントされた。
2月、既に祖国イタリアを脱しアメリカで活動をしていた指揮者アルトゥーロ・トスカニーニを通じてニューヨーク・フィルのその年の後半から翌年1月までのシーズンの出演を打診する電報が届く。しかしゲーリングの謀略を通じて「フルトヴェングラーのドイツでの楽壇復帰」を大々的に報じ、フルトヴェングラーがナチスに屈服したという印象をアメリカに与えることでこの契約は破綻する。
その後、フルトヴェングラーはかねてより止められていたエジプトへ旅行に行くことができ、2月27日より船旅で地中海を渡りながらアレクサンドリアへと向かった。旅先では溜まっていた読書や文筆業、作曲などを精力的に進め、『ヴァイオリンとピアノのためのソナタ ロ短調』や『ピアノと管弦楽のための協奏交響曲 ロ短調』などを制作した。
エジプトから帰国したフルトヴェングラーは、いくつかのワーグナーのオペラを指揮した後、その年の夏から翌年2月までの間、州立歌劇場の契約を延期させて作曲のための時間に充てて過ごした。この時期、ドイツではベルリン・オリンピックが開催されており、リヒャルト・シュトラウスがオリンピック讃歌を発表し開幕式で演奏するなどした。また来賓として参加していたトマス・ビーチャムと会食をするなどした。

#### 1937年
1937年2月から3月にかけては自作の初演をライプツィヒやベルリンなどで行った。ヴァイオリンソナタはフーゴ―・コールベルクが、協奏交響曲はエドウィン・フィッシャーがその独奏を務めた。またその年にはベルリン州立歌劇場にてワーグナーの『ニーベルングの指環』やバイロイト、パリの万国博覧会にて同じくワーグナーの『トリスタンとイゾルデ』や『ワルキューレ』、ザルツブルクではベートーヴェンの交響曲第9番を演奏した。
12月、ゲーリングはフルトヴェングラーに再びナチスのための公職として国立歌劇場の管理人となるよう要請した。一方でフルトヴェングラーは書簡を通じてこれを拒絶するも、次第にゲーリングからの要求は苛烈になっていく。何度かの書簡のやり取りを通じて最後まで拒絶の意志を貫いたフルトヴェングラーに対してゲーリングは激怒し、最終的に当時若手でアーヘン市立歌劇場で指揮をしていたヘルベルト・フォン・カラヤンという名の指揮者をベルリンへ招くこととした。

#### 1938年から開戦直前まで
1938年3月、ナチスはオーストリアを併合した。ナチスの台頭以来、ドイツから出国したドイツ人やユダヤ人を始めとする多くの芸術家の避難先となっていたオーストリアは併合後、苛烈な「民族純化政策」が実行され、特にグスタフ・マーラーを始めとするユダヤ系作曲家に関する作品の上演は禁止され、その名を関する通りなどは別の名前に改名させられた。また当時オーストリアに滞在していたブルーノ・ワルターやアルトゥール・シュナーベルといったドイツから出国した芸術家たちもその危険性からスイスなどへと亡命を余儀なくされた。
ゲッベルスはウィーンにあった博物館や劇場などの文化施設をいずれも自らの宣伝省の管轄に組み込もうと画策していた。それを危惧したウィーン・フィルのメンバーらは当時、ゲッベルスらナチス官僚と折り合いの悪かったフルトヴェングラーに頼み込み、彼の権力を通じて楽団を守ろうとした。フルトヴェングラーは当初、ナチスの公職を引き受けることを長らく拒み続けて来たが、ウィーン・フィルからの要請を受け、これを受諾した。またその頃、ゲッベルスから疑念をかけられていた指揮者のカール・ベームへの擁護にも努め、その嫌疑を晴らすことにも一躍買った。その他、ユダヤ系として強制収容所送りの一歩手前まで来ていたヴァイオリニストのカール・フレッシュ夫妻を擁護し、ポーランドの強制収容所送りからハンガリーへの国外追放に済ませるなどをした。フレッシュ夫妻はその後、この一件を足掛かりにスイスへと亡命することとなる。これらに限らず、この時期、多くのユダヤ系の音楽家たちの擁護に努め、ゲッベルスやヒムラー、宣伝省などの権力者と戦いながら、彼らの国外逃亡や刑罰の減刑を図った。
4月20日、ヒトラーの誕生日に合わせてウィーン国立歌劇場でワーグナーの「ニュルンベルクのマイスタージンガー」を指揮した。また4月22日、23日と連続してウィーン・フィルと共にベルリンでシューベルトの未完成交響曲とブルックナーの交響曲第7番を演奏した。この時、23日の公演にはヒトラーとゲッベルスが臨席した。その後、ベルリン・フィルと共に演奏旅行へ出かけ、フランスやスイス、イタリアなどを回った。
7月23日には新たに国内となったザルツブルクで音楽祭が開幕した。ワルターやトスカニーニの去った音楽祭ではフルトヴェングラーのほか、クナッパーツブッシュらが指揮をし、様々なオペラを演奏した。
1939年7月、フランス政府はフルトヴェングラーにレジオン・ド・ヌール勲章を授与した。一方でヒトラーはフルトヴェングラーのこの受賞の報道を禁じ、その月のフルトヴェングラーのフランス訪問を拒絶させた。

### 戦時中
1939年9月1日、ドイツはポーランドに侵攻を開始した。この時、本来であれば前年と同じ時期にナチスの党大会でフルトヴェングラーはワーグナーの「ニュルンベルクのマイスタージンガー」やベートーヴェンの交響曲第5番を演奏する予定だったものの、ポーランド侵攻に伴う第二次世界大戦の勃発から大会は中止された。またその後に予定されていたウィーン・フィルとの海外への演奏旅行も中止された。
1940年4月頭に初めてオスロ・フィルへと客演、また解体された旧チェコスロバキアのうち「ドイツ帝国保護領」として併合したプラハでもベルリン・フィルと共に演奏旅行へと出かけた。その後数日の間をおかず、ドイツのノルウェー侵攻とデンマーク進駐が開始される。翌月にはオランダ侵攻とベルギー侵攻が始まり、6月14日にはフランスが降伏する。
この年の夏、戦争のためザルツブルク音楽祭は中止された。その代わり、ザルツブルク・コンサート・ツィクルスというイベントが企画され、クナッパーツブッシュやカール・ベーム、フランツ・レハールなどと共にフルトヴェングラーも参加し指揮を取った。
この頃、イギリス資本だった「His Master's Voice」とのレコーディングが事実上不可能となったことと、同時に1930年代よりドイツで台頭した「テレフンケン」の技術にフルトヴェングラーが興味を持ったことから後者へのレコーディングが多く行われるようになる。
11月、キャリア初期に世話になった作曲家プフィッツナーの交響曲を初演する。
ゲッベルスを始めとしたナチス指導部はフルトヴェングラーに占領地での演奏を再三に渡って要求したがいずれも拒否した。一方で例外的にウィーン・フィルの経済的困難を理由にデンマークへの演奏旅行で、また上手い断りができなかったためにプラハにて招待者のみが参加することのできる演奏会でそれぞれ指揮をした。
1941年3月、フォアアルルベルクでの休養中、スキーに興じていたところ酷く転倒し、ホテルへと担ぎ込まれた。この時の転倒によって右手を負傷し、一時はもう指揮ができなくなってしまうのではないかとも言われた。8ヶ月の入院の間、論文などの文筆業に精を出したが、最終的に再び指揮台へと立った。
12月、モーツァルトの没後150周年を記念する演奏会が開かれ、多くの政治家が臨席する中でモーツァルトのレクイエムを指揮した。
1942年頭、コペンハーゲンとストックホルムのオーケストラに客演する。また2月からはベルリンフィルと共に北欧への演奏旅行に向かう。
2月4日、「敵国レコード音楽禁止令」が発布され、ドイツと交戦していた英仏ソを代表するような作曲家のレコードが全て押収され廃棄された。
4月19日、ヒトラーの生誕記念前夜祭にてフルトヴェングラーはベートーヴェンの交響曲第9番を演奏した。この時の演奏の録音はしばし「ヒトラーの第九」と呼ばれている。フルトヴェングラーはかねてよりヒトラーやナチス官僚ら主導によるイベントでの演奏会に登場することを避けていたが、上手く断ることができず最終的にその舞台へ上がることとなった。もっともこの演奏会にヒトラーは参加していなかった。
11月、再び北欧へと渡り、ストックホルムの劇場やエーテボリ交響楽団などに客演した。
12月12日、ベルリン州立歌劇場200周年を記念する公演でワーグナーの「ニュルンベルクのマイスタージンガー」を振った。
1943年6月26日、1941年のスキーでの転倒事故での療養中に知り合ったエリーザベト・アッカーマンと結婚する。エリーザベトは元々1932年に法律家のハンス・アッカーマンと結婚していたが1940年6月のフランス戦線で夫が戦死していた。エリーザベトとハンスの間にはペーターとトーマスという二人の兄弟がおり、戦争が激化するとそれぞれアッカーマン家の方へと連れ渡された。
11月、ベルリン・フィルの本拠地フィルハーモニー・ホールが空襲によって破壊された。幸いにも当時、楽団員たちはフルトヴェングラーと共に演奏旅行に出掛けて不在であったものの、楽屋などや資料室などに収められていた書類や記録、多くの楽譜などがこの空襲によって焼失した。1944年1月には更に空襲が続きフィルハーモニー・ホールのほとんどの建物が破壊された。以降、ベルリン・フィルは戦後にフィルハーモニー・ホールが再建されるまでの間、練習場として使用していたアドミラル・パラストやベートーヴェン・ザールなどを使用してコンサートを行うことになる。
1944年7月、かねてよりドイツにおける中心的で重要な作曲家でもあったリヒャルト・シュトラウスが、自身の別荘に避難民を受け入れる旨の要請を酷く断った出来事をきっかけに、ヒトラーによって彼の生誕80周年を祝う祝賀行事を禁止させた。これに対してフルトヴェングラーはゲッベルスに宛ててシュトラウスの存在が今日のドイツにおいていかに重要であるのかを指摘した上で、そんな彼に対してこのような仕打ちをすることの愚かしさを説いた手紙を書いた。
結果的にこの時、この祝賀会のために書かれ練習していたシュトラウスのオペラ『ダナエの愛』の練習が許可される旨の通達が下った。一方でこの作品はその後、8月11日にこの年のバイロイト音楽祭の終演と戦況悪化によってドイツの全ての劇場を閉鎖するゲッベルスの指令が発令され上演が中止された。
11月7日、母アーデルハイトが死去する。またその4日後の11月11日、エリーザベトとの間に息子が生まれアンドレーアスと名付ける。

#### フルトヴェングラーのスイス亡命
1945年正月の早朝、ヒムラー夫人の主治医をしていた女医のリヒターを通じてフルトヴェングラーがナチスの「党の禁足」に触れた旨を密かに伝えられる。リヒターは7月20日に発生したヒトラー暗殺未遂事件の共謀者の一人にフルトヴェングラーの名前が挙がっていたとのことだった。
フルトヴェングラーはその後のウィーンでの演奏会を終えた後、チューリッヒで妻のエリザベートと合流したフルトヴェングラーは、普段であればベルリンへ戻りその後の演奏会へと出演していく予定から外れて、そのままスイスへと脱出することを決意する。しかしウィーンにあるスイス領事館でスイスへの旅行証明を得ることができなかった。通常であれば受理に2、3週間かかるところであったが、一刻を争う事態の中でフルトヴェングラーはウィーンのスイス領事であったアガーテ・フォン・ティーデマンに話を付け、彼女の自己の責任において旅行証明を発行することに成功した。
ウィーンでの演奏会の日、フルトヴェングラーは氷上で躓いて脳震盪を起こした。その日の晩の演奏会自体は指揮台に立ったものの医者は彼に指揮台に立つことを禁止した。その日の深夜からフルトヴェングラーはティーデマンと共にホテルで脱出の準備をした。翌朝、ティーデマンはゲシュタポによって逮捕されフルトヴェングラーはホテルを去った。いくつかの列車を乗り換えスイスの国境へと着いたフルトヴェングラーは国境の町ドルンビルンに滞在した後、税関を抜けドイツを脱出することに成功した。ドルンビルンではかねてより親交のあった女優のユーリア・ヤンセンが知人を紹介し、滞在のための居室を用意した。
スイスでのフルトヴェングラーは、この国の中立政策の一環としてチューリッヒでの音楽活動を禁止されていた。この措置はチューリッヒの市議会で議論となった。
1945年、ジュネーブ湖畔の村クラーレンスのサナトリウムへと居を移した。4月30日、ヒトラーが自殺し、ドイツ第三帝国は崩壊する。この時、ヒトラーの死去を報じるニュース映像にはフルトヴェングラーの指揮するワーグナーの『ジークフリートの葬送行進曲』とブルックナーの交響曲第7番の第2楽章の録音が使用された。
フルトヴェングラーの弟ヴァルターは二人の息子を戦争で失い、フルトヴェングラー自身、最初の長男ヴィルヘルムもソ連軍の捕虜となっていた。

### 戦後
戦後、ドイツに進駐したアメリカ軍はフルトヴェングラーを枢密顧問員や帝国音楽評議会議長代理というポストからブラックリストに載せる。また1945年末にはベルンの布告によってスイスから追放されることとなった。
ポツダムにあったフルトヴェングラーの家は東から進駐したソビエト連邦赤軍によって差し押さえられた。
戦後、裁判を受けたフルトヴェングラーは、ナチス政権下でヒトラーをはじめとする官僚たちとヒンデミット事件などで対立していたことや、ナチス式敬礼を行っていなかったことなどを理由に無罪を宣告した。一方でこの判決を連合国は認めず、非ナチ化手続きを行うこととなった。この頃アメリカ軍にはフルトヴェングラーがナチス側であったことを証明するための機関「フルトヴェングラー・オフィス」が設置されていた。
フルトヴェングラーはこうした非ナチ化審理で多くの時間が宙に浮いてしまったことで普段、忙殺されていた指揮や政治の世界からすっかり離れたこともあり、久しぶりに作曲の時間を設けることができた。この時に制作されたのが交響曲第2番である。
非ナチ化審理に多くの時間が割かれる中で、フルトヴェングラーのドイツ脱出を手引きしたティーデマンや戦後、ヨーロッパを演奏旅行で訪れていたヴァイオリニストのユーディ・メニューインやEMIのレコード・プロデューサーのウォルター・レッグなどが彼の現状を知り擁護した。最終的に3月9日に非ナチ化審理は完了し、フルトヴェングラーの無罪が改めて承認された。
1947年5月、焼け落ちたフィルハーモニー・ホールに代わってそれまでベルリン・フィルの練習場として使われていたティターニア・パラストでフルトヴェングラーの復帰演奏会が開かれた。演目はベートーヴェンのエグモント序曲、交響曲第5番、交響曲第6番だった。演奏会には多くのベルリン市民が殺到し、徹夜の行列ができ、また金のない人たちは物々交換でどうにかチケットが入手できないかと試みた。
8月にはルツェルンにてメニューインの独奏によるブラームスのヴァイオリン協奏曲を、9月にはベルリンのティターニア・パラストでベートーヴェンのヴァイオリン協奏曲を演奏した。
11月16日、オーストリアでの演奏会に際して大戦中、強制収容所へ入れられていた人たちによるデモに遭う。
その後、フルトヴェングラーはスウェーデンのストックホルムやイギリスのエディンバラ、アルゼンチンのブエノスアイレス、エジプトのアレクサンドリアなどの世界中の都市へと演奏旅行に赴いた。1950年3月にはイタリアのミラノ・スカラ座にてワーグナーの『ニーベルングの指環』を上演した。

#### シカゴ事件
1948年、アメリカのシカゴ交響楽団がフルトヴェングラーと契約を結んだ旨を発表したが、非ナチ化審理を終えたとはいえ未だフルトヴェングラーがナチスと協力した人物という評価が根強く、トスカニーニやルービンシュタイン、ブライロフスキー、アイザック・スターン、ピアティゴルスキーといった著名な音楽家たちが結集して非難が殺到したため、この契約は御破算となった。1950年にはメトロポリタン歌劇場との契約が持ち上がるがやはり同じ理由で猛烈な反対が挙がったことからこの話も解消された。
1949年、フルトヴェングラーの自作の交響曲第2番を自身の指揮の下で初演する。
1951年から1952年にかけてはドイツ中を演奏旅行して回った。
1952年4月19日、西ドイツよりドイツ連邦共和国功労勲章の大功労十字星章を授与される。

#### 晩年
7月、肺炎が悪化し1954年11月30日、バーデン＝バーデン郊外のサナトリウムにて急性気管支炎のため逝去した。葬儀は12月4日にハイデルベルクの聖霊教会で行われ、オイゲン・ヨッフムとベルリン・フィルによってバッハの「G線上のアリア」とモーツァルトの「フリーメイソンのための葬送音楽」が演奏された。葬儀にはハイデルベルク、マンハイム、ザルツブルクの市長、ベルリン市文化大臣ヨアヒム・ティブルティウス、オーストリアの文部大臣、ベルリン・フィルの総監督ゲルハルト・フォン・ヴェスターマン、ウィーン・フィルから代表としてカール・ベームが出席した。一方で戦後に成立する東西ドイツの閣僚らはいずれも参加は見送られた。

### 略年譜

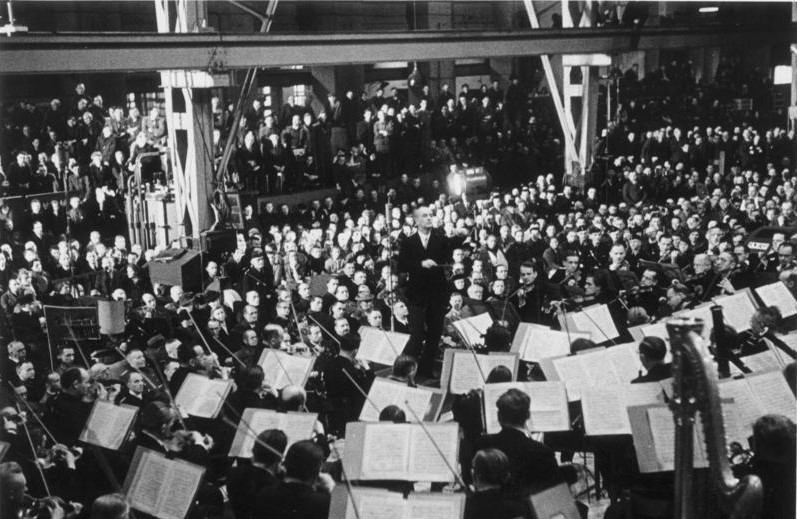
AEG工場での歓喜力行団コンサートを指揮するフルトヴェングラー（1942年）

- 1886年　ベルリンにて誕生。正式な洗礼名はグスタフ・ハインリヒ・エルンスト・マルティン・ヴィルヘルム（Gustav Heinrich Ernst Martin Wilhelm）。父は考古学者アドルフ。
- 1894年　父アドルフがミュンヘン大学の教授に任命され、ミュンヘンに転居。
- 1898年　高校を退学し、以後、ルートヴィヒ・クルツィウス、ヴァルター・リーツラーを家庭教師として勉強を続ける。
- 1901年　マックス・フォン・シリングスから作曲を学び始める。
- 1906年　カイム管弦楽団（現在のミュンヘン・フィルハーモニー管弦楽団）を指揮しデビュー。デビュー・コンサートのプログラムは、ベートーヴェン「献堂式序曲」、自作のアダージョ、ブルックナー交響曲第九番[240]。同年チューリヒ歌劇場の第三指揮者となる。
- 1909年　シュトラスブルク歌劇場の第三指揮者となり、ハンス・プフィッツナーと交わる。
- 1911年　リューベックの音楽監督となる。リューベック在任中に、ハンブルクで活動していたアルトゥール・ニキシュと交わる。
- 1915年　マンハイムの音楽監督となる。
- 1920年　音楽学者ハインリヒ・シェンカーと親しく交わる。
- 1922年　同年死去したアルトゥール・ニキシュの後任として、ライプツィヒ・ゲヴァントハウス管弦楽団およびベルリン・フィルハーモニー管弦楽団の常任指揮者に就任。
- 1927年　フェリックス・ワインガルトナーの後継としてウィーン・フィルハーモニー管弦楽団の常任指揮者に就任。
- 1931年　バイロイト祝祭劇場にはじめて出演し、ワーグナーの楽劇『トリスタンとイゾルデ』を指揮。
- 1933年　ベルリン国立歌劇場でワーグナーの「マイスタージンガー」を指揮した際、首相ヒトラーと握手している写真を撮影される。9月15日、ヘルマン・ゲーリングの指令により、プロイセン枢密顧問官に就任。同年11月15日には帝国音楽院副総裁に就任。
- 1934年　ヒンデミット事件によりナチス政府と対立。12月5日、ベルリン・フィル音楽監督、ベルリン国立歌劇場音楽監督、プロイセン枢密顧問官および帝国音楽院副総裁を辞任。
- 1935年　客演指揮者としてベルリン・フィルに復帰。
- 1936年　ニューヨーク・フィルの次期音楽監督にトスカニーニから指名されるが、ナチスの妨害により破談。
- 1938年　ドイツのオーストリア併合後、ナチスによるウィーン・フィル解散を阻止。
- 1939年　第二次世界大戦が勃発するがドイツに残る。国内のユダヤ人音楽家を庇護。
- 1945年
  - 2月　ウィーン・フィルの定期演奏会後にスイスへ亡命（彼を嫌うナチス高官ハインリヒ・ヒムラーから逮捕命令を出されていた）。
  - 5月　戦時中のナチ協力を疑われ、演奏禁止処分を受ける。
- 1947年　「非ナチ化」裁判の無罪判決をうけ、音楽界に復帰。ベルリン・フィルの終身指揮者に。
- 1948年　シカゴ交響楽団の常任指揮者就任の要請を受けるが、ホロヴィッツ、ルービンシュタイン、ミルシテイン、ピアティゴルスキー、ハイフェッツを含むユダヤ系音楽家たちからの抗議により破談。
- 1951年　バイロイト音楽祭再開記念演奏会でベートーヴェンの交響曲第9番を指揮（7月29日、バイロイトの第九）。
- 1954年　肺炎により死去。68歳。
- 2013年3月5日 妻エリーザベト、102歳で死去。彼女は日本の東京フルトヴェングラー研究会[241]では名誉会員、フルトヴェングラー・センター[242]の名誉会長を務めていた。

## 顕彰ほか
- 1927 ハイデルベルク大学名誉博士号
- 1929 マンハイム市名誉市民
- 1929 プール・ル・メリット勲章（学術芸術）[65]
- 1932 ゲーテ・メダル[78]
- 1933 プロイセン枢密顧問官[94][95][96]、国家文化評議員[97]、帝国音楽局副総裁[107]
- 1934 グランド・ウッフィチャーレ勲章[105]
- 1939 レジョン・ドヌール勲章（ただし、ヒトラーにより受章を禁止される）[162]
- 1952 モーツァルトメダル（ウィーン・モーツァルトゲマインデ協会）
- 1952 ドイツ連邦共和国功労大十字勲章[234]
- 1952 ハイデルベルク市名誉葬
- 1955 ベルリン・ヴィルマースドルフ区の住所にフルトヴェングラー通り(Furtwänglerstraße)を設置。
- 1955 ウィーン・ヒーツィング区の住所にフルトヴェングラー広場(Furtwänglerplatz)を設置。
- ザルツブルク祝祭大劇場脇にヴィルヘルム・フルトヴェングラー庭園(Wilhelm-Furtwängler-Garten)を設置。
- バイロイト、フライブルクにフルトヴェングラー通り(Furtwänglerstraße)を設置。

## ヴィルヘルム・フルトヴェングラー賞
妻のエリーザベト・フルトヴェングラーの創始・発案により、1990年から、イベント「バーデンバーデン・ヨーロッパガラ」の一環として、「ヴィルヘルム・フルトヴェングラー賞」の授与が開始された。これは、国際的に活躍した歌手や指揮者らに対し、クラシック音楽分野での傑出した功績を称えて贈呈される。毎年ではなく不定期に実施され、初回の受賞者はテノール歌手のプラシド・ドミンゴであった。
2008年からは、ボンのベートーヴェン祭典の期間中に授与されている。

### 受賞者リスト
| 年   | 受賞者                                             |
| ---- | -------------------------------------------------- |
| 1990 | プラシド・ドミンゴ                                 |
| 1999 | ジェイムズ・レヴァイン                             |
| 2000 | ロリン・マゼール                                   |
| 2001 | ゲオルク・アレクサンダー・アルブレヒト             |
| 2003 | ダニエル・バレンボイム、ベルリン・シュターツカペレ |
| 2008 | クルト・マズア                                     |
| 2010 | ケント・ナガノ                                     |
| 2011 | ズビン・メータ                                     |
| 2012 | ケント・ナガノ                                     |

## 主な録音
初録音は公式には1926年のベートーヴェンの交響曲第5番とウェーバーの「魔弾の射手」序曲と記録されている。
- ベートーヴェン／交響曲第5番「運命」（ベルリン・フィル 1937年スタジオ録音）
- シューベルト／交響曲第9番「ザ・グレイト」（ベルリン・フィル 1942年演奏会ライヴ録音）
- ベートーヴェン／交響曲第9番「合唱付」（ベルリン・フィル 1942年演奏会ライヴ録音）
- ベートーヴェン／交響曲第3番「英雄」（ウィーン・フィル 1944年放送録音）
- ベートーヴェン／交響曲第5番「運命」（ベルリン・フィル 1947年5月25〜29日 演奏会ライヴ録音 現存しているのは25日と27日の演奏で、特に27日の録音が有名）
- ワーグナー／「ニーベルングの指環」全曲（スカラ座 1950年ライヴ録音＆ローマRAI放送 1953年放送録音）
- ベートーベン／交響曲第7番（ウィーン・フィル　1950年スタジオ録音）
- ベートーヴェン／交響曲第9番「合唱付」（1951年7月29日 バイロイト音楽祭再開記念演奏会ライヴ録音。英EMIが録音したのと独バイエルン放送協会が録音した2種類存在し、2007年から話題になっている。）
- ワーグナー／「トリスタンとイゾルデ」（1952年 スタジオ録音）
- ベートーヴェン／交響曲第3番「英雄」（ウィーン・フィル 1952年11月26、27日スタジオ録音）
- シューマン／交響曲第4番（ベルリン・フィル 1953年5月スタジオ録音）
- ベートーヴェン／交響曲第5番「運命」（ウィーン・フィル 1954年2月28日＆3月1日 スタジオ録音[243]）
- ワーグナー／「ワルキューレ」全曲（ウィーン・フィル 1954年スタジオ録音）
- ベートーヴェン／交響曲第9番「合唱付」(*フィルハーモニア管弦楽団 1954年、ルツェルン音楽祭ライヴ録音。）

## 映像
1954年ザルツブルク音楽祭におけるモーツァルトの『ドン・ジョヴァンニ』、1942年AEGによる慰問演奏会での『ニュルンベルクのマイスタジンガー』第1幕前奏曲、ナチス高官を前にしての演奏などが残っている。

## 親族
フルトヴェングラー家はバーデン＝バーデンに縁を持つ一族で、主に知識人などのアカデミックな階級の人物を輩出した。一族は15世紀の地代帳にまでその名前を確認することができ、バーデン＝バーデンのハイデルベルクの墓地にはヴィルヘルムを始めとする一族のほとんどが眠っている。
- ヴィルヘルム・フルトヴェングラー (祖父)
- アドルフ・フルトヴェングラー (父)
- アーデルハイト・フルトヴェングラー (母)
- ヴァルター・フルトヴェングラー (弟)
- マルタ・エーディト・フルトヴェングラー (上の妹)
- アンナ・フルトヴェングラー (下の妹)
- ヴィルヘルム・フルトヴェングラー (長男) 1916年にミュンヘンにあるペンションの従業員ユーリエとの間に生まれた婚外子。
- ダグマル・フルトヴェングラー (長女) 1920年に歌手のアウグステ・ベラとの間に生まれた婚外子。
- フリーデリケ・フルトヴェングラー(次女) 1920年に作家のフリードリヒ・フーフの妹エリーザベト・フーフとの間に生まれた婚外子。
- イーヴァ・ハッチンソン(三女) 1923年にイギリス人富豪家の妻であるエルゼ・ハッチンソンとの間に生まれた婚外子。
- ツィトラ・ルント (最初の妻)
- エリーザベト・フルトヴェングラー (二番目の妻)
- アンドレーアス・フルトヴェングラー（英語版） (次男) 1944年にエリーザベトとの間に生まれた子
- マリア・フルトヴェングラー（英語版）(曾姪) ヴィルヘルムの弟ヴァルターの息子ベルンハルトの娘で1966年生まれのドイツの女優
- エリザベス＝ブルダ・フルトヴェングラー（ドイツ語版）(曾姪孫) マリア・フルトヴェングラーの娘。Hip-Hop歌手

## 主な初演作品
- バルトーク／ピアノ協奏曲第1番 - ピアノ:バルトーク、劇場管弦楽団(Theater Orchestra)　1927年7月1日　フランクフルト
- シェーンベルク／管弦楽のための変奏曲作品31 - ベルリン・フィル　1928年12月2日　ベルリン
- プフィッツナー／楽劇『こころ（Das Herz）』 ベルリン国立歌劇場　1931年11月12日　ベルリン[245]
- プロコフィエフ／ピアノ協奏曲第5番 - 作曲者のピアノ、ベルリン・フィル　1932年10月30日 ベルリン。
- オネゲル／交響的運動第3番 - ベルリン・フィル　1933年3月26日　ベルリン
- ヒンデミット／交響曲『画家マティス』 - ベルリン・フィル　1934年3月11日　ベルリン
- プフィッツナー／小交響曲　ト短調　作品44 - ベルリン・フィル　1939年11月17日　ハンブルク
- リヒャルト・シュトラウス／『4つの最後の歌』 - ソプラノ：キルステン・フラグスタート、フィルハーモニア管弦楽団　1950年5月22日　ロンドン（初演時、あるいは直前のドレス・リハーサルによるとされる録音が現存している）

## 作曲家として

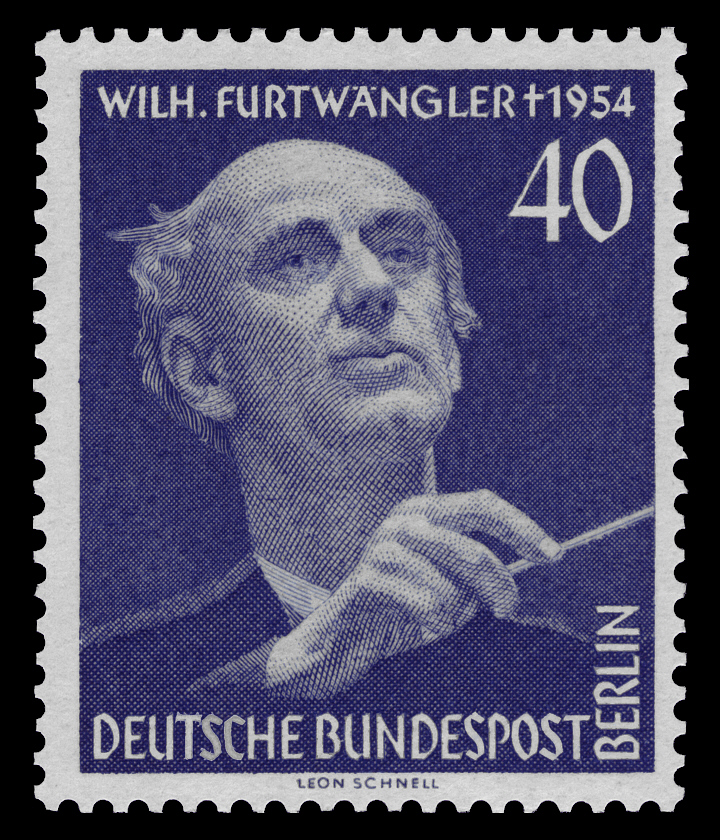
フルトヴェングラー没後1周年に発行された記念切手（1955年）

ベートーヴェン、ワーグナー、ブラームスを尊敬していたフルトヴェングラーは、自身を作曲家であるとみなしていた。ブルックナーらに匹敵する長大な作品が多く、3つの交響曲、交響的協奏曲、ピアノ五重奏曲は演奏に1時間以上を要する。
現状、作曲家としてのフルトヴェングラーやその作品群が評価されているとは言い難いが、演奏や録音の機会は増えつつある。それらはフルトヴェングラー自身の自演をはじめ、彼とゆかりの深かった演奏家、影響を受けた演奏家によるものが多く、ヨーゼフ・カイルベルト、オイゲン・ヨッフム、ヴォルフガング・サヴァリッシュ、ラファエル・クーベリック、ロリン・マゼール、ダニエル・バレンボイム、朝比奈隆などの著名な指揮者も含まれる。また、アルフレート・ヴァルターとゲオルゲ・アレクサンダー・アルブレヒトが交響曲全集を完成させている。
日本でも、東京フルトヴェングラー研究会は主要作品の初演、再演、楽譜の出版などで、啓蒙的な役目をはたしている。
現在、フルトヴェングラーの作曲原稿のほとんどは、チューリヒ中央図書館に所蔵されており、詳細な作品目録は図書館で行われたシンポジウムの講演録と共に刊行された（邦訳は関連文献）。

### 交響曲
- 交響的楽章 ニ長調
- 交響的楽章 ロ短調
- 交響曲第1番 ロ短調 (1941年)
- 交響曲第2番 ホ短調 (1945〜47年)
自身の指揮でオーケストラの異なる5種類の録音が残されている。
- 交響曲第3番 嬰ハ短調 (1947年〜54年)

### 管弦楽曲
- 序曲 変ホ長調
- ピアノと管弦楽のための交響的協奏曲 ロ短調
エトヴィン・フィッシャーとの自作自演の録音が存在する。

### 室内楽曲
- ピアノ五重奏曲 ハ長調
- ヴァイオリン・ソナタ第1番 ニ短調　<1937年、フーゴ―・コールベルクが初演>
- ヴァイオリン・ソナタ第2番 ニ長調　<1940年、ゲオルク・クーレンカンプが初演>
- 2つの幻想曲（ピアノ作品）

### 声楽曲
- テ・デウム イ長調
- いくつかの歌曲

## 伴奏ピアニストとしての活動
エリーザベト・シュヴァルツコップが1953年ザルツブルク音楽祭でヴォルフ没後50年を記念しておこなったオール・ヴォルフ・プログラムによるリサイタルを伴奏した録音や、ウィーン・フィルハーモニーとの演奏会に於けるバッハのブランデンブルク協奏曲第5番（これには1940年12月21日または22日のウィーンでのものと、1950年8月31日のザルツブルク音楽祭のものとがある）の録音が残っている。
秘書によると、所用でフルトヴェングラーの自宅を訪れた際、ベートーヴェンのあるピアノソナタを弾いており、なかなかの演奏であったという。

## 主要な著作
フルトヴェングラーは評論、文筆活動にも積極的で、多くの著作も刊行している。
- 音と言葉（独: Ton und Wort）
フルトヴェングラーの主著で、フルトヴェングラーが各方面の雑誌に載せた論文や講演会での講演をまとめたもので、没後の1956年、ドイツのブロックハウス社（ドイツ語版）から上梓された。主要論文「ヴァーグナー問題〜ニーチェ風の随想」をはじめ、現代の音楽、社会に対する鋭い慧眼と哲学的考察を持って書かれた論考32編が収められている。中には有名な「ヒンデミット事件」も含まれている。

- 音楽ノート（遺稿集）（独: Vermächtnis）
フルトヴェングラーの没後に残された最終的な推敲を経ていない論考をまとめた本。最終的な推敲を経ていないとはいえ、ほぼ完全な形でまとまったものがほとんどである。特に、「音と言葉」には見られない指揮者自身の役割、フルトヴェングラーの指揮に対する考え方を率直に示した論考も含まれ、極めて貴重である。同時にフルトヴェングラーが自身のカレンダーに記していた覚書も「カレンダーより」として収められている。フルトヴェングラー没後の1956年にこれもドイツのブロックハウス社から出版された。また1996年の新装版では、従来版で割愛されていた青年期の論考1編も新たに収められた。

- その他にヴァルター・アーベントロートとの対談を収めた「音楽を語る」や「手記」、フランク・ティース編纂で書簡集がある。

### 主な訳書
- 『音と言葉』、芦津丈夫訳、白水社、1978年、新版1996年ほか（度々新装再刊）
  - 『音と言葉』、芳賀檀訳、新潮文庫、改版2004年（旧訳で初刊は新潮社、1957年）
- 『音楽ノート』、芦津丈夫訳、白水社、1971年、新版2018年ほか
- 『音楽を語る』、門馬直美訳、東京創元社、1976年／河出文庫、2011年
- 『フルトヴェングラーの手記』、芦津丈夫・石井不二雄訳、白水社、1983年、新版1998年
- フランク・ティース編『フルトヴェングラーの手紙』、仙北谷晃一訳、白水社、1972年、新版2001年
- カルラ・ヘッカー『フルトヴェングラーとの対話』、薗田宗人訳、1967年、音楽之友社

### 文献資料
- クルト・リース 著、八木浩、芦津丈夫 訳『フルトヴェングラー 音楽と政治』みすず書房、1966。
- ヘルベルト・ハフナー 著、最上英明 訳『巨匠 フルトヴェングラーの生涯』アルファベータ、2010年。
- サム・H・シラカワ、中矢一義訳・桧山浩介協力「作曲家フルトヴェングラーと現在の評価」『悪魔の楽匠 レコーディングから探る巨匠フルトヴェングラーの実像』 - 『レコード芸術』1994年12月号、音楽之友社、1994年
- ベルント・W・ヴェスリンク『フルトヴェングラー　足跡―不滅の巨匠』、香川檀訳、音楽之友社、1986年。
- 脇圭平、芦津丈夫『フルトヴェングラー』岩波新書、1984。
第3章は、丸山眞男と脇・芦津との鼎談「フルトヴェングラーをめぐって――音楽・人間・精神の位相」[1]を収録。
- 吉田秀和『世界の指揮者』新潮文庫、1982年

### 報道資料
- 『読売新聞』2010年11月3日東京朝刊

## 関連文献
- エリーザベト・フルトヴェングラー『回想のフルトヴェングラー』、仙北谷晃一訳、白水社〈白水叢書〉、1982年。
- ヴェルナー・テーリヒェン『フルトヴェングラーかカラヤンか』、高辻知義訳、音楽之友社、1988年／中公文庫、2021年。
- サム・H・白川『フルトヴェングラー　悪魔の楽匠』、藤岡啓介・加藤功泰、斎藤静代 訳、アルファベータ、2004年。
- ジェラール・ジュファン『ヴィルヘルム・フルトヴェングラー　権力と栄光』、下澤和義訳、音楽之友社、2007年。
- エバーハルト・シュトラウプ『フルトヴェングラー家の人々』、岩淵達治、藤倉孚子、岩井智子 訳、岩波書店、2011年。
- 『フルトヴェングラー夫妻、愛の往復書簡　エリーザベト・フルトヴェングラー101歳の少女』

聞き手・解説はクラウス・ラング。野口剛夫訳、芸術現代社、2012年。後半に往復書簡
- ディートリヒ・フィッシャー=ディースカウ『フルトヴェングラーと私』、野口剛夫訳、河出書房新社、2013年。
- 『フルトヴェングラー研究』（セバスチャン・クラーネルト編、野口剛夫訳、音と言葉社、2015年）
- 『チューリヒのフルトヴェングラー』（クリス・ウォルトン編、野口剛夫訳、音と言葉社、2017年）シンポジウム講演、フルトヴェングラー作品目録
- 『バイロイトのフルトヴェングラー　バルバラ・フレーメル夫人の独白』（眞峯紀一郎、中山実 取材編著）音楽之友社、2022年。
- 吉田秀和『フルトヴェングラー』、河出文庫（新編、片山杜秀解説）、2022年。